# Liste der Monuments historiques im Département Hautes-Alpes
Die Liste führt alle Monuments historiques im Département Hautes-Alpes in Frankreich auf.
Im Jahr 2010 wurden im Département Hautes-Alpes 163 als Monument historique geschützte Denkmäler gezählt. Die folgende Liste führt diese Denkmäler alphabetisch nach Gemeinde auf.

## Monuments historiques nach Gemeinde

### A

#### Abriès
| Bezeichnung    | Beschreibung | Gemeinde | Standort | Kennzeichnung | Schutzstatus | Datum | Bild |
| -------------- | ------------ | -------- | -------- | ------------- | ------------ | ----- | ---- |
| Halle d’Abriès |              | Abriès   | (Lage)   | PA00080516    | Inscrit      | 1925  |      |

#### L’Argentière-la-Bessée
| Bezeichnung                   | Beschreibung | Gemeinde               | Standort               | Kennzeichnung | Schutzstatus | Datum     | Bild |
| ----------------------------- | ------------ | ---------------------- | ---------------------- | ------------- | ------------ | --------- | ---- |
| Château Saint-Jean            |              | L’Argentière-la-Bessée | (Lage)                 | PA00080646    | Inscrit      | 1992      |      |
| Maison Giraud                 |              | L’Argentière-la-Bessée | Le Serre-Bas (Lage)    | PA00132713    | Inscrit      | 1994      |      |
| Minendorf am Fournel          |              | L’Argentière-la-Bessée |                        | PA00132926    | Inscrit      | 1994      |      |
| Pertuis Rostan                |              | L’Argentière-la-Bessée |                        | PA00080518    | Classé       | 1988      |      |
| St-Apollinaire                |              | L’Argentière-la-Bessée | (Lage)                 | PA00080519    | Classé       | 1913 1933 |      |
| St-Jean                       |              | L’Argentière-la-Bessée | Rue Saint-Jean (Lage)  | PA00080517    | Classé       | 1886      |      |
| Weinkeller des Maison Planche |              | L’Argentière-la-Bessée | Rue des Vaudois (Lage) | PA05000012    | Inscrit      | 1993      |      |

#### Arvieux
| Bezeichnung                       | Beschreibung | Gemeinde | Standort             | Kennzeichnung | Schutzstatus | Datum | Bild |
| --------------------------------- | ------------ | -------- | -------------------- | ------------- | ------------ | ----- | ---- |
| St-Laurent                        |              | Arvieux  | (Lage)               | PA00080521    | Classé       | 1914  |      |
| Ste-Marie-Madeleine-des-Escoyères |              | Arvieux  | Les Escoyères (Lage) | PA00080520    | Inscrit      | 1932  |      |

### B

#### La Bâtie-Montsaléon
| Bezeichnung            | Beschreibung | Gemeinde            | Standort | Kennzeichnung | Schutzstatus | Datum | Bild |
| ---------------------- | ------------ | ------------------- | -------- | ------------- | ------------ | ----- | ---- |
| Église de l’Assomption |              | La Bâtie-Montsaléon | (Lage)   | PA00080522    | Inscrit      | 1940  |      |

#### La Beaume
| Bezeichnung | Beschreibung | Gemeinde  | Standort        | Kennzeichnung | Schutzstatus | Datum | Bild |
| ----------- | ------------ | --------- | --------------- | ------------- | ------------ | ----- | ---- |
| Sonnenuhr   |              | La Beaume | R.D. 993 (Lage) | PA00080523    | Inscrit      | 1986  |      |

#### Bénévent-et-Charbillac
| Bezeichnung                         | Beschreibung | Gemeinde                                                   | Standort         | Kennzeichnung | Schutzstatus | Datum | Bild |
| ----------------------------------- | ------------ | ---------------------------------------------------------- | ---------------- | ------------- | ------------ | ----- | ---- |
| St-Grégoire ou chapelle des Pétètes |              | Saint-Bonnet-en-Champsaur, Ortsteil Bénévent-et-Charbillac | L’Auberie (Lage) | PA00080524    | Classé       | 1994  |      |

#### Briançon
- Liste der Monuments historiques in Briançon

### C

#### Ceillac
| Bezeichnung     | Beschreibung | Gemeinde | Standort           | Kennzeichnung | Schutzstatus | Datum | Bild |
| --------------- | ------------ | -------- | ------------------ | ------------- | ------------ | ----- | ---- |
| Maison Chabrand |              | Ceillac  | (Lage)             | PA00080544    | Classé       | 1991  |      |
| St-Sébastien    |              | Ceillac  | (Lage)             | PA00080543    | Classé       | 1979  |      |
| Ste-Cécile      |              | Ceillac  | La Clapière (Lage) | PA00080542    | Classé       | 1972  |      |

#### Cervières
| Bezeichnung                | Beschreibung | Gemeinde  | Standort | Kennzeichnung | Schutzstatus | Datum | Bild |
| -------------------------- | ------------ | --------- | -------- | ------------- | ------------ | ----- | ---- |
| Haus Sonnenuhr von Zarbula |              | Cervières | (Lage)   | PA05000001    | Inscrit      | 1996  |      |
| Seilbahn Terre Rouge       |              | Cervières | (Lage)   | PA05000011    | Inscrit      | 2003  |      |
| St-Michel                  |              | Cervières | (Lage)   | PA00080545    | Inscrit      | 1926  |      |

#### Châteauneuf-de-Chabre
| Bezeichnung       | Beschreibung | Gemeinde              | Standort        | Kennzeichnung | Schutzstatus | Datum | Bild |
| ----------------- | ------------ | --------------------- | --------------- | ------------- | ------------ | ----- | ---- |
| Mittelalterbrücke |              | Châteauneuf-de-Chabre | R.D. 942 (Lage) | PA00080546    | Classé       | 1981  |      |

#### Châteauroux-les-Alpes
| Bezeichnung  | Beschreibung | Gemeinde              | Standort               | Kennzeichnung | Schutzstatus   | Datum | Bild |
| ------------ | ------------ | --------------------- | ---------------------- | ------------- | -------------- | ----- | ---- |
| St-Marcellin |              | Châteauroux-les-Alpes | Saint Marcellin (Lage) | PA00080547    | Inscrit Classé | 1981  |      |

#### Château-Ville-Vieille
| Bezeichnung                | Beschreibung | Gemeinde              | Standort                      | Kennzeichnung | Schutzstatus | Datum | Bild |
| -------------------------- | ------------ | --------------------- | ----------------------------- | ------------- | ------------ | ----- | ---- |
| Fort Queyras               |              | Château-Ville-Vieille | (Lage)                        | PA00080549    | Inscrit      | 1948  |      |
| Haus Sonnenuhr             |              | Château-Ville-Vieille | Château-Queyras (Lage)        | PA00135601    | Inscrit      | 1995  |      |
| Haus Sonnenuhr von Zarbula |              | Château-Ville-Vieille | Souliers, Clôt du Riou (Lage) | PA00135602    | Inscrit      | 1995  |      |
| Maison Thier Sonnenuhr     |              | Château-Ville-Vieille | Les Meyriès (Lage)            | PA00135603    | Inscrit      | 1995  |      |
| Monument de l’Ange gardien |              | Château-Ville-Vieille | L’Eau d’Arvieux               | PA05000017    | Inscrit      | 2010  |      |
| St-André                   |              | Château-Ville-Vieille | (Lage)                        | PA00080548    | Inscrit      | 1948  |      |

#### Chorges
| Bezeichnung         | Beschreibung | Gemeinde | Standort | Kennzeichnung | Schutzstatus | Datum | Bild |
| ------------------- | ------------ | -------- | -------- | ------------- | ------------ | ----- | ---- |
| Fontaine de Chorges |              | Chorges  |          | PA00080551    | Inscrit      | 1930  |      |
| St-Victor           |              | Chorges  | (Lage)   | PA00080550    | Classé       | 1862  |      |

#### Crots
| Bezeichnung                   | Beschreibung | Gemeinde | Standort | Kennzeichnung | Schutzstatus | Datum     | Bild |
| ----------------------------- | ------------ | -------- | -------- | ------------- | ------------ | --------- | ---- |
| Abbaye Notre-Dame de Boscodon |              | Crots    | (Lage)   | PA00080552    | Classé       | 1989 1999 |      |
| Château de Picomtal           |              | Crots    | (Lage)   | PA00080553    | Inscrit      | 1989      |      |
| St-Laurent                    |              | Crots    | (Lage)   | PA00080554    | Inscrit      | 1978      |      |

### E

#### Embrun
- Liste der Monuments historiques in Embrun

#### Étoile-Saint-Cyrice
| Bezeichnung | Beschreibung | Gemeinde            | Standort | Kennzeichnung | Schutzstatus | Datum | Bild |
| ----------- | ------------ | ------------------- | -------- | ------------- | ------------ | ----- | ---- |
| St-Cyrice   |              | Étoile-Saint-Cyrice | (Lage)   | PA00080564    | Inscrit      | 1987  |      |

#### Eygliers
| Bezeichnung | Beschreibung | Gemeinde | Standort | Kennzeichnung | Schutzstatus | Datum | Bild |
| ----------- | ------------ | -------- | -------- | ------------- | ------------ | ----- | ---- |
| St-Antoine  |              | Eygliers | (Lage)   | PA00080565    | Inscrit      | 1984  |      |

### F

#### Freissinières
| Bezeichnung         | Beschreibung | Gemeinde      | Standort | Kennzeichnung | Schutzstatus | Datum | Bild |
| ------------------- | ------------ | ------------- | -------- | ------------- | ------------ | ----- | ---- |
| Ste-Marie-Madeleine |              | Freissinières | (Lage)   | PA05000014    | Inscrit      | 2008  |      |

### G

#### Gap
| Bezeichnung         | Beschreibung | Gemeinde | Standort                   | Kennzeichnung | Schutzstatus   | Datum     | Bild |
| ------------------- | ------------ | -------- | -------------------------- | ------------- | -------------- | --------- | ---- |
| Domaine de Charance |              | Gap      | (Lage)                     | PA00080568    | Inscrit        | 1987      |      |
| Gebäude             |              | Gap      | 7 rue Cyprien-Chaix (Lage) | PA00080642    | Inscrit        | 1989      |      |
| Gutshaus Kapados    |              | Gap      | (Lage)                     | PA00080570    | Inscrit Classé | 1988 1991 |      |
| Kathedrale von Gap  |              | Gap      | (Lage)                     | PA00080566    | Classé         | 1906      |      |
| Rathaus             |              | Gap      | Rue de Provence (Lage)     | PA00080569    | Inscrit        | 1948      |      |
| St-Cœur-de-Marie    |              | Gap      | Cours Ladoucette (Lage)    | PA00080567    | Classé         | 1990      |      |

#### Le Glaizil
| Bezeichnung             | Beschreibung | Gemeinde   | Standort            | Kennzeichnung | Schutzstatus | Datum | Bild |
| ----------------------- | ------------ | ---------- | ------------------- | ------------- | ------------ | ----- | ---- |
| Château de Lesdiguières |              | Le Glaizil | Lesdiguières (Lage) | PA00080571    | Inscrit      | 1978  |      |

#### La Grave
| Bezeichnung             | Beschreibung | Gemeinde | Standort                 | Kennzeichnung | Schutzstatus | Datum | Bild |
| ----------------------- | ------------ | -------- | ------------------------ | ------------- | ------------ | ----- | ---- |
| Kirchenanlage La Grave  |              | La Grave | Place de l’Église (Lage) | PA00080573    | Classé       | 1959  |      |
| Maurianbrücke La Grave  |              | La Grave | R.D. 1091 (Lage)         | PA00080574    | Inscrit      | 1989  |      |
| St-Matthieu             |              | La Grave | Les Terrasses (Lage)     | PA00080572    | Inscrit      | 1988  |      |
| St-Pierre-et-Saint-Paul |              | La Grave | Les Hières (Lage)        | PA00080645    | Inscrit      | 1991  |      |

#### Guillestre
| Bezeichnung                         | Beschreibung | Gemeinde   | Standort | Kennzeichnung | Schutzstatus | Datum | Bild |
| ----------------------------------- | ------------ | ---------- | -------- | ------------- | ------------ | ----- | ---- |
| Notre-Dame de l’Aquilon             |              | Guillestre | (Lage)   | PA00080576    | Classé       | 1911  |      |
| Notre-Dame-des-Neiges-et-Saint-Ours |              | Guillestre |          | PA00080575    | Inscrit      | 1986  |      |
| Tour d’Eygliers                     |              | Guillestre | (Lage)   | PA00080577    | Inscrit      | 1978  |      |

### L

#### Lagrand
| Bezeichnung                         | Beschreibung | Gemeinde | Standort | Kennzeichnung | Schutzstatus | Datum     | Bild |
| ----------------------------------- | ------------ | -------- | -------- | ------------- | ------------ | --------- | ---- |
| Église de la Nativité-de-Notre-Dame |              | Lagrand  | (Lage)   | PA00080578    | Classé       | 1931 1933 |      |

#### Laragne-Montéglin
| Bezeichnung        | Beschreibung | Gemeinde          | Standort                                       | Kennzeichnung | Schutzstatus | Datum | Bild |
| ------------------ | ------------ | ----------------- | ---------------------------------------------- | ------------- | ------------ | ----- | ---- |
| Château de Laragne |              | Laragne-Montéglin | 8, 10 rue du Château Impasse du Château (Lage) | PA05000003    | Inscrit      | 1996  |      |

### M

#### Molines-en-Queyras
| Bezeichnung | Beschreibung | Gemeinde           | Standort       | Kennzeichnung | Schutzstatus | Datum | Bild |
| ----------- | ------------ | ------------------ | -------------- | ------------- | ------------ | ----- | ---- |
| Haus        |              | Molines-en-Queyras | La Rua (Lage)  | PA00135710    | Classé       | 1995  |      |
| Haus        |              | Molines-en-Queyras |                | PA00080580    | Inscrit      | 1930  |      |
| St-Romain   |              | Molines-en-Queyras | La Cure (Lage) | PA00080579    | Classé       | 1977  |      |

#### Le Monêtier-les-Bains
| Bezeichnung                | Beschreibung | Gemeinde              | Standort | Kennzeichnung | Schutzstatus | Datum | Bild |
| -------------------------- | ------------ | --------------------- | -------- | ------------- | ------------ | ----- | ---- |
| Notre-Dame-de-l’Assomption |              | Le Monêtier-les-Bains | (Lage)   | PA00080584    | Classé       | 1913  |      |
| St-André                   |              | Le Monêtier-les-Bains | (Lage)   | PA00080581    | Classé       | 1990  |      |
| St-Claude du Casset        |              | Le Monêtier-les-Bains | (Lage)   | PA00080585    | Inscrit      | 1945  |      |
| St-Esprit des Guibertes    |              | Le Monêtier-les-Bains | (Lage)   | PA00080586    | Inscrit      | 1988  |      |
| St-Martin                  |              | Le Monêtier-les-Bains | (Lage)   | PA00080582    | Classé       | 1989  |      |
| St-Pierre                  |              | Le Monêtier-les-Bains | (Lage)   | PA00080583    | Inscrit      | 1987  |      |

#### Mont-Dauphin
| Bezeichnung       | Beschreibung | Gemeinde     | Standort | Kennzeichnung | Schutzstatus | Datum          | Bild |
| ----------------- | ------------ | ------------ | -------- | ------------- | ------------ | -------------- | ---- |
| Fort Mont-Dauphin |              | Mont-Dauphin | (Lage)   | PA00080589    | Classé       | 1966           |      |
| Kornmaßbecken     |              | Mont-Dauphin |          | PA00080588    | Inscrit      | 1944           |      |
| St-Louis          |              | Mont-Dauphin | (Lage)   | PA00080587    | Classé       | 1920 1935 1943 |      |

#### Montmaur
| Bezeichnung         | Beschreibung | Gemeinde | Standort            | Kennzeichnung | Schutzstatus | Datum | Bild |
| ------------------- | ------------ | -------- | ------------------- | ------------- | ------------ | ----- | ---- |
| Château de Montmaur |              | Montmaur | (Lage)              | PA00080591    | Classé       | 1988  |      |
| Ste-Philomene       |              | Montmaur | Nahe der N94 (Lage) | PA00080590    | Inscrit      | 1948  |      |

#### Montmorin
| Bezeichnung          | Beschreibung | Gemeinde  | Standort | Kennzeichnung | Schutzstatus | Datum | Bild |
| -------------------- | ------------ | --------- | -------- | ------------- | ------------ | ----- | ---- |
| Château de Montmorin |              | Montmorin |          | PA05000009    | Inscrit      | 1998  |      |

### N

#### Névache
| Bezeichnung           | Beschreibung | Gemeinde | Standort           | Kennzeichnung | Schutzstatus | Datum | Bild |
| --------------------- | ------------ | -------- | ------------------ | ------------- | ------------ | ----- | ---- |
| Gebäude               |              | Névache  | Plampinet (Lage)   | PA00135604    | Inscrit      | 1995  |      |
| Notre-Dame-des-Grâces |              | Névache  | Plampinet (Lage)   | PA00080592    | Classé       | 1928  |      |
| St-Hippolyte          |              | Névache  | Roubion (Lage)     | PA00080593    | Inscrit      | 1986  |      |
| St-Marcellin          |              | Névache  | (Lage)             | PA00080595    | Classé       | 1914  |      |
| St-Sébastien          |              | Névache  | Plampinet (Lage)   | PA00080596    | Classé       | 1991  |      |
| Ste-Marie             |              | Névache  | Foncouverte (Lage) | PA00080594    | Classé       | 1946  |      |

### O

#### Les Orres
| Bezeichnung                                                    | Beschreibung | Gemeinde  | Standort | Kennzeichnung | Schutzstatus | Datum | Bild |
| -------------------------------------------------------------- | ------------ | --------- | -------- | ------------- | ------------ | ----- | ---- |
| Notre-Dame-de-la-Présentation du Mélezet Sonnenuhr von Zarbula |              | Les Orres | (Lage)   | PA05000006    | Inscrit      | 1997  |      |
| Ste-Marie-Madeleine                                            |              | Les Orres | (Lage)   | PA00080647    | Inscrit      | 1992  |      |

### P

#### Puy-Saint-André
| Bezeichnung                | Beschreibung | Gemeinde         | Standort        | Kennzeichnung | Schutzstatus | Datum | Bild |
| -------------------------- | ------------ | ---------------- | --------------- | ------------- | ------------ | ----- | ---- |
| Haus Sonnenuhr von Zarbula |              | Puy-Saint-Pierre | Le Pinet (Lage) | PA00135605    | Inscrit      | 1995  |      |
| St-Pierre                  |              | Puy-Saint-Pierre | (Lage)          | PA00080643    | Inscrit      | 1989  |      |
| St-Sixte                   |              | Puy-Saint-Pierre | (Lage)          | PA05000015    | Inscrit      | 2008  |      |
| Ste-Lucie                  |              | Puy-Saint-André  | (Lage)          | PA00080597    | Classé       | 1990  |      |

#### Puy-Saint-Vincent
| Bezeichnung | Beschreibung | Gemeinde          | Standort | Kennzeichnung | Schutzstatus | Datum | Bild |
| ----------- | ------------ | ----------------- | -------- | ------------- | ------------ | ----- | ---- |
| St-Romain   |              | Puy-Saint-Vincent | (Lage)   | PA00080598    | Inscrit      | 1931  |      |
| St-Vincent  |              | Puy-Saint-Vincent | (Lage)   | PA00080599    | Classé       | 1990  |      |

### R

#### Réallon
| Bezeichnung | Beschreibung | Gemeinde | Standort | Kennzeichnung | Schutzstatus | Datum | Bild |
| ----------- | ------------ | -------- | -------- | ------------- | ------------ | ----- | ---- |
| St-Pélade   |              | Réallon  | (Lage)   | PA00080600    | Classé       | 1948  |      |

#### Réotier
| Bezeichnung           | Beschreibung | Gemeinde | Standort          | Kennzeichnung | Schutzstatus | Datum | Bild |
| --------------------- | ------------ | -------- | ----------------- | ------------- | ------------ | ----- | ---- |
| Notre-Dame-des-Neiges |              | Réotier  | Les Casses (Lage) | PA00135606    | Inscrit      | 1995  |      |

#### Risoul
| Bezeichnung      | Beschreibung | Gemeinde | Standort | Kennzeichnung | Schutzstatus | Datum | Bild |
| ---------------- | ------------ | -------- | -------- | ------------- | ------------ | ----- | ---- |
| Église de Risoul |              | Risoul   | (Lage)   | PA00080601    | Inscrit      | 1948  |      |

#### La Roche-de-Rame
| Bezeichnung | Beschreibung | Gemeinde         | Standort | Kennzeichnung | Schutzstatus | Datum | Bild |
| ----------- | ------------ | ---------------- | -------- | ------------- | ------------ | ----- | ---- |
| St-Laurent  |              | La Roche-de-Rame | (Lage)   | PA00080602    | Classé       | 1913  |      |

#### Rosans
| Bezeichnung      | Beschreibung | Gemeinde | Standort | Kennzeichnung | Schutzstatus | Datum | Bild |
| ---------------- | ------------ | -------- | -------- | ------------- | ------------ | ----- | ---- |
| Donjon de Rosans |              | Rosans   | (Lage)   | PA00080603    | Inscrit      | 1932  |      |

### S

#### Saint-André-d’Embrun
| Bezeichnung | Beschreibung | Gemeinde             | Standort | Kennzeichnung | Schutzstatus | Datum | Bild |
| ----------- | ------------ | -------------------- | -------- | ------------- | ------------ | ----- | ---- |
| St-André    |              | Saint-André-d’Embrun | (Lage)   | PA00080604    | Classé       | 1948  |      |

#### Saint-André-de-Rosans
| Bezeichnung                          | Beschreibung | Gemeinde              | Standort | Kennzeichnung | Schutzstatus          | Datum          | Bild |
| ------------------------------------ | ------------ | --------------------- | -------- | ------------- | --------------------- | -------------- | ---- |
| St-André-de-Rosans                   |              | Saint-André-de-Rosans | (Lage)   | PA00080605    | Classé Inscrit Classé | 1925 1986 1987 |      |
| Tour carrée de Saint-André-de-Rosans |              | Saint-André-de-Rosans | (Lage)   | PA00080606    | Inscrit               | 1988           |      |

#### Saint-Chaffrey
| Bezeichnung                | Beschreibung | Gemeinde       | Standort                                        | Kennzeichnung | Schutzstatus   | Datum     | Bild |
| -------------------------- | ------------ | -------------- | ----------------------------------------------- | ------------- | -------------- | --------- | ---- |
| Haus Sonnenuhr von Zarbula |              | Saint-Chaffrey | Villard-Late, 27 rue des Trois-Fontaines (Lage) | PA00135607    | Inscrit        | 1995      |      |
| St-Arnould                 |              | Saint-Chaffrey | La Vilette (Lage)                               | PA00080607    | Classé         | 1990      |      |
| St-Chaffrey                |              | Saint-Chaffrey | (Lage)                                          | PA00080608    | Inscrit Classé | 1948 1990 |      |

#### Saint-Crépin
| Bezeichnung                     | Beschreibung | Gemeinde     | Standort | Kennzeichnung | Schutzstatus | Datum | Bild |
| ------------------------------- | ------------ | ------------ | -------- | ------------- | ------------ | ----- | ---- |
| Saint-Crépin-et-Saint-Crépinien |              | Saint-Crépin | (Lage)   | PA00080609    | Classé       | 1931  |      |

#### Dévoluy
| Bezeichnung | Beschreibung | Gemeinde | Standort | Kennzeichnung | Schutzstatus | Datum | Bild |
| ----------- | ------------ | -------- | -------- | ------------- | ------------ | ----- | ---- |
| Mère Église |              | Dévoluy  | (Lage)   | PA00080610    | Classé       | 1927  |      |

#### Saint-Jean-Saint-Nicolas
| Bezeichnung        | Beschreibung | Gemeinde                 | Standort | Kennzeichnung | Schutzstatus | Datum | Bild |
| ------------------ | ------------ | ------------------------ | -------- | ------------- | ------------ | ----- | ---- |
| Gutshaus Prégentil |              | Saint-Jean-Saint-Nicolas | (Lage)   | PA00080611    | Inscrit      | 1988  |      |

#### Saint-Léger-les-Mélèzes
| Bezeichnung            | Beschreibung | Gemeinde                | Standort | Kennzeichnung | Schutzstatus | Datum | Bild |
| ---------------------- | ------------ | ----------------------- | -------- | ------------- | ------------ | ----- | ---- |
| Château de Saint-Léger |              | Saint-Léger-les-Mélèzes | (Lage)   | PA05000007    | Inscrit      | 1997  |      |

#### Saint-Martin-de-Queyrières
| Bezeichnung    | Beschreibung | Gemeinde                   | Standort        | Kennzeichnung | Schutzstatus | Datum | Bild |
| -------------- | ------------ | -------------------------- | --------------- | ------------- | ------------ | ----- | ---- |
| Pertuis Rostan |              | Saint-Martin-de-Queyrières |                 | PA00080615    | Classé       | 1988  |      |
| St-Hippolyte   |              | Saint-Martin-de-Queyrières | Bouchier (Lage) | PA00080612    | Classé       | 1990  |      |
| St-Jacques     |              | Saint-Martin-de-Queyrières | Prelles (Lage)  | PA00080613    | Classé       | 1990  |      |
| St-Martin      |              | Saint-Martin-de-Queyrières | (Lage)          | PA00080616    | Classé       | 1914  |      |
| St-Sébastien   |              | Saint-Martin-de-Queyrières | (Lage)          | PA00080614    | Inscrit      | 1986  |      |

#### Saint-Maurice-en-Valgodemard
| Bezeichnung | Beschreibung | Gemeinde                     | Standort | Kennzeichnung | Schutzstatus | Datum | Bild |
| ----------- | ------------ | ---------------------------- | -------- | ------------- | ------------ | ----- | ---- |
| St-Maurice  |              | Saint-Maurice-en-Valgodemard | (Lage)   | PA00080617    | Classé       | 1948  |      |

#### Saint-Sauveur
| Bezeichnung | Beschreibung | Gemeinde      | Standort | Kennzeichnung | Schutzstatus | Datum | Bild |
| ----------- | ------------ | ------------- | -------- | ------------- | ------------ | ----- | ---- |
| St-Sauveur  |              | Saint-Sauveur | (Lage)   | PA00080618    | Classé       | 1984  |      |

#### Saint-Véran
| Bezeichnung                | Beschreibung | Gemeinde    | Standort                               | Kennzeichnung | Schutzstatus | Datum | Bild |
| -------------------------- | ------------ | ----------- | -------------------------------------- | ------------- | ------------ | ----- | ---- |
| Haus Sonnenuhr von Zarbula |              | Saint-Véran | Les Forannes, la Pointe du Jour (Lage) | PA05000004    | Inscrit      | 1996  |      |
| Friedhof Saint-Véran       |              | Saint-Véran | (Lage)                                 | PA00080619    | Classé       | 1987  |      |
| St-Veran                   |              | Saint-Véran | (Lage)                                 | PA00080620    | Inscrit      | 1973  |      |

#### Le Saix
| Bezeichnung         | Beschreibung | Gemeinde | Standort | Kennzeichnung | Schutzstatus | Datum | Bild |
| ------------------- | ------------ | -------- | -------- | ------------- | ------------ | ----- | ---- |
| Abbaye de Clausonne |              | Le Saix  | (Lage)   | PA00135608    | Inscrit      | 1995  |      |

#### La Salle-les-Alpes
| Bezeichnung                    | Beschreibung | Gemeinde           | Standort | Kennzeichnung | Schutzstatus | Datum | Bild |
| ------------------------------ | ------------ | ------------------ | -------- | ------------- | ------------ | ----- | ---- |
| Maison-Ferme                   |              | La Salle-les-Alpes | Le Bez   | PA00080624    | Inscrit      | 1987  |      |
| St-Barthélemy                  |              | La Salle-les-Alpes | (Lage)   | PA00080621    | Classé       | 1976  |      |
| St-Jean-Baptiste-des-Pananches |              | La Salle-les-Alpes | (Lage)   | PA00080622    | Inscrit      | 1988  |      |
| St-Marcellin                   |              | La Salle-les-Alpes | (Lage)   | PA00080623    | Classé       | 1914  |      |

#### Serres
| Bezeichnung            | Beschreibung | Gemeinde | Standort                   | Kennzeichnung | Schutzstatus | Datum | Bild |
| ---------------------- | ------------ | -------- | -------------------------- | ------------- | ------------ | ----- | ---- |
| Grundschule Serres     |              | Serres   | 1 rue du Portail (Lage)    | PA05000005    | Inscrit      | 1996  |      |
| Maison de Lesdiguières |              | Serres   | 39 rue Henri-Peuzin (Lage) | PA00080627    | Classé       | 2000  |      |
| Rathaus                |              | Serres   | (Lage)                     | PA00080626    | Classé       | 1927  |      |
| St-Arey                |              | Serres   | (Lage)                     | PA00080625    | Inscrit      | 1972  |      |

### T

#### Tallard
| Bezeichnung        | Beschreibung | Gemeinde | Standort | Kennzeichnung | Schutzstatus | Datum          | Bild |
| ------------------ | ------------ | -------- | -------- | ------------- | ------------ | -------------- | ---- |
| Château de Tallard |              | Tallard  | (Lage)   | PA00080628    | Classé       | 1897 1958 1969 |      |
| St-Grégoire        |              | Tallard  | (Lage)   | PA00080629    | Classé       | 1931           |      |

### U

#### Upaix
| Bezeichnung                                 | Beschreibung | Gemeinde | Standort          | Kennzeichnung | Schutzstatus | Datum     | Bild |
| ------------------------------------------- | ------------ | -------- | ----------------- | ------------- | ------------ | --------- | ---- |
| Altes Schloss                               |              | Upaix    | Le Village (Lage) | PA00080631    | Inscrit      | 1949 2003 |      |
| Église de la Nativité-de-Notre-Dame d’Upaix |              | Upaix    | (Lage)            | PA00080630    | Inscrit      | 1947      |      |

### V

#### Vallouise
| Bezeichnung              | Beschreibung | Gemeinde  | Standort                | Kennzeichnung | Schutzstatus | Datum     | Bild |
| ------------------------ | ------------ | --------- | ----------------------- | ------------- | ------------ | --------- | ---- |
| St-André-et-Sainte-Lucie |              | Vallouise | Le Grand-Parcher (Lage) | PA00135610    | Inscrit      | 1995 1997 |      |
| St-Étienne               |              | Vallouise | (Lage)                  | PA00080633    | Classé       | 1913      |      |
| St-Sébastien             |              | Vallouise | Le Villard (Lage)       | PA00080648    | Inscrit      | 1992      |      |

#### Val-des-Prés
| Bezeichnung                              | Beschreibung | Gemeinde     | Standort           | Kennzeichnung | Schutzstatus | Datum | Bild |
| ---------------------------------------- | ------------ | ------------ | ------------------ | ------------- | ------------ | ----- | ---- |
| Église de l’Annonciation de Val-des-Prés |              | Val-des-Prés | La Vachette (Lage) | PA00080644    | Inscrit      | 1989  |      |
| Haus Sonnenuhr von Zarbula               |              | Val-des-Prés | Pra-Premier (Lage) | PA00135609    | Inscrit      | 1995  |      |
| St-Claude                                |              | Val-des-Prés | Le Serre (Lage)    | PA00080632    | Classé       | 1989  |      |

#### Ventavon
| Bezeichnung | Beschreibung | Gemeinde | Standort | Kennzeichnung | Schutzstatus | Datum | Bild |
| ----------- | ------------ | -------- | -------- | ------------- | ------------ | ----- | ---- |
| St-Laurent  |              | Ventavon | (Lage)   | PA00080634    | Inscrit      | 1931  |      |

#### Les Vigneaux
| Bezeichnung     | Beschreibung | Gemeinde     | Standort        | Kennzeichnung | Schutzstatus | Datum | Bild |
| --------------- | ------------ | ------------ | --------------- | ------------- | ------------ | ----- | ---- |
| Mur des Vaudois |              | Les Vigneaux |                 | PA00080637    | Classé       | 1988  |      |
| St-Claude       |              | Les Vigneaux | La Batie (Lage) | PA00080635    | Inscrit      | 1983  |      |
| St-Laurent      |              | Les Vigneaux | (Lage)          | PA00080636    | Classé       | 1913  |      |

#### Villar-Loubière
| Bezeichnung                 | Beschreibung | Gemeinde        | Standort | Kennzeichnung | Schutzstatus | Datum | Bild |
| --------------------------- | ------------ | --------------- | -------- | ------------- | ------------ | ----- | ---- |
| Wassermühle Villar-Loubière |              | Villar-Loubière | (Lage)   | PA00080638    | Inscrit      | 1983  |      |

#### Villar-Saint-Pancrace
| Bezeichnung                                     | Beschreibung | Gemeinde              | Standort | Kennzeichnung | Schutzstatus | Datum | Bild |
| ----------------------------------------------- | ------------ | --------------------- | -------- | ------------- | ------------ | ----- | ---- |
| Chapelle des Pénitents de Villar-Saint-Pancrace |              | Villar-Saint-Pancrace | (Lage)   | PA00080639    | Inscrit      | 1965  |      |
| Kapelle St-Pancrace                             |              | Villar-Saint-Pancrace | (Lage)   | PA00080640    | Classé       | 1990  |      |
| Kirche St-Pancrace                              |              | Villar-Saint-Pancrace | (Lage)   | PA00080641    | Classé       | 1994  |      |